# Вестергор, Янник
Я́нник Ве́стергор (дат. Jannik Vestergaard; род. 3 августа 1992[…], Копенгаген) — датский футболист, центральный защитник английского клуба «Лестер Сити» и национальной сборной Дании. Участник двух чемпионатов Европы (2020 и 2024).

## Карьера
Янник родился в Копенгагене и получать своё футбольное образование начал там же. Он занимался в школах различных датских клубов, среди которых были «Фрем», «Копенгаген» и «Брондбю».
В 2010 году Вестергор подписал контракт с немецким «Хоффенхаймом», который каждый год совершенствует свою академию и всё тщательней и глобальней занимается поиском игроков. Поначалу Янник тренировался в юношеской команде, однако вскоре стал игроком второй команды «Хоффенхайма». В ней ему довелось дебютировать 12 августа 2010 года в гостевом поединке 2-го тура Южной Регионаллиги против «Вортматии Вормс», который закончился победой со счётом 5:1. Янник вышел в основном составе и провёл на поле весь матч. Всего в сезоне 2010/11 он провёл 19 матчей и забил три мяча.
В конце сезона 2010/11 его также подпустили к тренировкам в основном составе. А 16 апреля 2011 года в домашнем поединке 30-го тура против «Айнтрахта» он дебютировал в Бундеслиге. Матч закончился победой 1:0, Янник вышел на поле на 89-й минуте, заменив Райана Бабела.
16 мая 2012 года был вызван на сбор национальной команды Дании перед Чемпионатом Европы, при том главный тренер сборной Мортен Ольсен не включил его в список 20-ти футболистов, которые точно поедут на Евро.
27 января 2015 года перешёл в бременский «Вердер», подписав контракт до 2018 года. Дебютировал за клуб в матче первого тура сезона 2014/15 против «Герты».
11 июня 2016 года перешёл в мёнхенгладбахскую «Боруссию», подписав контракт до июня 2021 года. В первом же сезоне отыграл за клуб все 34 матча чемпионата.
13 июля 2018 года стал игроком «Саутгемптона». Датчанин заключил контракт с английским клубом до лета 2022 года, сумма трансфера составила 20 миллионов евро.
13 августа 2021 года перешёл в «Лестер Сити».

## Статистика

### Матчи Вестергора за сборную Дании
| Матчи Вестергора за сборную Дании | Матчи Вестергора за сборную Дании | Матчи Вестергора за сборную Дании | Матчи Вестергора за сборную Дании | Матчи Вестергора за сборную Дании | Матчи Вестергора за сборную Дании |
| --------------------------------- | --------------------------------- | --------------------------------- | --------------------------------- | --------------------------------- | --------------------------------- |
| №                                 | Дата                              | Соперник                          | Счёт                              | Голы Вестергора                   | Соревнование                      |
| 1                                 | 14 августа 2013                   | Польша                            | 2:3                               | —                                 | Товарищеский матч                 |
| 2                                 | 18 ноября 2014                    | Румыния                           | 0:2                               | —                                 | Товарищеский матч                 |
| 3                                 | 8 июня 2015                       | Черногория                        | 2:1                               | —                                 | Товарищеский матч                 |
| 4                                 | 11 октября 2015                   | Франция                           | 1:2                               | —                                 | Товарищеский матч                 |
| 5                                 | 17 ноября 2015                    | Швеция                            | 2:2                               | 1                                 | Чемпионат Европы 2016 (отбор)     |
| 6                                 | 24 марта 2016                     | Исландия                          | 2:1                               | —                                 | Товарищеский матч                 |
| 7                                 | 3 июня 2016                       | Босния и Герцеговина              | 2:2                               | —                                 | Товарищеский матч                 |
| 8                                 | 7 июня 2016                       | Болгария                          | 4:0                               | —                                 | Товарищеский матч                 |
| 9                                 | 31 августа 2016                   | Лихтенштейн                       | 5:0                               | —                                 | Товарищеский матч                 |
| 10                                | 4 сентября 2016                   | Армения                           | 1:0                               | —                                 | Чемпионат мира 2018 (отбор)       |
| 11                                | 8 октября 2016                    | Польша                            | 2:3                               | —                                 | Чемпионат мира 2018 (отбор)       |
| 12                                | 15 ноября 2016                    | Чехия                             | 1:1                               | —                                 | Товарищеский матч                 |
| 13                                | 26 марта 2017                     | Румыния                           | 0:0                               | —                                 | Чемпионат мира 2018 (отбор)       |
| 14                                | 6 июня 2017                       | Германия                          | 1:1                               | —                                 | Товарищеский матч                 |
| 15                                | 10 июня 2017                      | Казахстан                         | 3:1                               | —                                 | Чемпионат мира 2018 (отбор)       |
| 16                                | 2 июня 2018                       | Швеция                            | 0:0                               | —                                 | Товарищеский матч                 |
| 17                                | 16 октября 2018                   | Австрия                           | 2:0                               | —                                 | Товарищеский матч                 |
| 18                                | 7 октября 2020                    | Фарерские острова                 | 4:0                               | —                                 | Товарищеский матч                 |
| 19                                | 14 октября 2020                   | Англия                            | 1:0                               | —                                 | Лига наций УЕФА 2020/2021         |
| 20                                | 15 ноября 2020                    | Исландия                          | 2:1                               | —                                 | Лига наций УЕФА 2020/2021         |
| 21                                | 28 марта 2021                     | Молдова                           | 8:0                               | —                                 | Чемпионат мира 2022 (отбор)       |
| 22                                | 2 июня 2021                       | Германия                          | 1:1                               | —                                 | Товарищеский матч                 |
| 23                                | 12 июня 2021                      | Финляндия                         | 0:1                               | —                                 | Чемпионат Европы 2020             |
| 24                                | 17 июня 2021                      | Бельгия                           | 1:2                               | —                                 | Чемпионат Европы 2020             |
| 25                                | 21 июня 2021                      | Россия                            | 4:1                               | —                                 | Чемпионат Европы 2020             |
| 26                                | 26 июня 2021                      | Уэльс                             | 4:0                               | —                                 | Чемпионат Европы 2020             |
| 27                                | 3 июля 2021                       | Чехия                             | 2:1                               | —                                 | Чемпионат Европы 2020             |
| 28                                | 7 июля 2021                       | Англия                            | 1:2                               | —                                 | Чемпионат Европы 2020             |
| 29                                | 9 октября 2021                    | Молдова                           | 4:0                               | —                                 | Чемпионат мира 2022 (отбор)       |
| 30                                | 12 октября 2021                   | Австрия                           | 1:0                               | —                                 | Чемпионат мира 2022 (отбор)       |
| 31                                | 15 ноября 2021                    | Шотландия                         | 0:2                               | —                                 | Чемпионат мира 2022 (отбор)       |
| 32                                | 26 марта 2022                     | Нидерланды                        | 2:4                               | 1                                 | Товарищеский матч                 |
| 33                                | 29 марта 2022                     | Сербия                            | 3:0                               | —                                 | Товарищеский матч                 |
| 34                                | 3 июня 2022                       | Франция                           | 2:1                               | —                                 | Лига наций УЕФА 2022/2023         |
| 35                                | 6 июня 2022                       | Австрия                           | 2:1                               | —                                 | Лига наций УЕФА 2022/2023         |
| 36                                | 17 ноября 2023                    | Словения                          | 2:1                               | —                                 | Чемпионат Европы 2024 (отбор)     |
| 37                                | 20 ноября 2023                    | Северная Ирландия                 | 0:2                               | —                                 | Чемпионат Европы 2024 (отбор)     |
| 38                                | 23 марта 2024                     | Швейцария                         | 0:0                               | —                                 | Товарищеский матч                 |
| 39                                | 26 марта 2024                     | Фарерские острова                 | 2:0                               | —                                 | Товарищеский матч                 |

Итого: 39 матчей / 2 гола; 21 победа, 8 ничьих, 10 поражений.

## Семья
Дядя и дедушка Янника также были профессиональными футболистами. Дедушка Ханнес Шрёэрс был игроком «Юрдингена» и дюссельдорфской «Фортуны», а также сумел провести две игры за «Вест Хэм». Дядя, Ян Шрёэрс, был игроком молодёжной команды «Юрдингена», однако получил тяжёлую травму и был вынужден закончить с футболом.